# Santiago Bernabéu-stadion
Santiago Bernabéu-stadion (spanska: Estadio Santiago Bernabéu) är sedan 1955 namnet på fotbollsklubben Real Madrids hemmaarena. Den ligger i distriktet Chamartín norr om centrala Madrid och rymmer 81 044 åskådare. Den är uppkallad efter klubblegendaren Santiago Bernabéu.
Arenan blev framröstad till världens finaste arena i Rom 2003.

## Större evenemang
Arenan har varit värd för flera stora fotbollsmatcher:
- Finalen av Europacupen 1956/57
- Finalen av Fotbolls-EM 1964
- Finalen av Europacupen 1968/69
- Finalen av Europacupen 1979/80
- Finalen av Fotbolls-VM 1982
- Finalen av Champions League 2009/10

## Kapacitet
Arenans kapacitet har ändrats flera gånger. Efter en ombyggnad 1953 kunde arenan ta emot 120 000 besökare. Sedan dess har det skett flera ombyggnader, bland annat 1978 då kapaciteten sänktes till 90 000 besökare per match. Ståplatsläktaren togs bort 1998/99 eftersom Uefa inte tillåter ståplatser vid matcher på Uefa-nivå. Den senaste ombyggnaden 2011 innebar att antalet platser blev 81 044.